# Michael Schlickum
Michael Schlickum (* 12. Februar 1971 in Magdeburg) ist ein ehemaliger deutscher Radrennfahrer und nationaler Meister im Radsport.

## Sportliche Laufbahn
Schlickum begann mit dem Radsport in der BSG Motor Mitte Magdeburg. 1995 siegte er im Eintagesrennen Cottbus–Görlitz–Cottbus. 1996 war seine erfolgreichste Saison. Bei den Deutschen Bergmeisterschaften wurde er Sieger. Im Etappenrennen Thüringen-Rundfahrt war er vor Thomas Liese erfolgreich. Eine Etappe im italienischen Rennen Sei Giorni del Sole konnte er ebenfalls in jener Saison gewinnen. Im Sachsenringrennen kam er hinter Dirk Müller auf den 2. Platz. Er bestritt die Internationale Friedensfahrt und belegte den 57. Rang der Gesamtwertung.